# Nanaimo
Nanaimo je město v kanadské provincii Britská Kolumbie. Žije v něm okolo 90 000 obyvatel. Nachází se na ostrově Vancouver na pobřeží průlivu Strait of Georgia 55 km od Vancouveru.
Nanaimo bylo založeno v roce 1849 jako obchodní stanice Společnosti Hudsonova zálivu a jeho název vznikl zkomolením původního indiánského jména „Snuneymuxw“. Roku 1878 bylo povýšeno na město. Rozvoj města je spojen s těžbou černého uhlí. Za prací sem přicházelo mnoho Číňanů, původní čínská čtvrť byla zničena požárem v roce 1960.
Nanaimo je významným obchodním přístavem, po druhé světové válce došlo k útlumu hornictví a hlavními odvětími hospodářství se staly dřevařství, zemědělství a rybolov, rozvíjejí se také moderní technologie a turistický ruch. Sídlí zde Vancouver Island University.
Město má středozemní podnebí s mírnými zimami a suchými léty. V centru Nanaima se nachází ptačí rezervace Buttertubs Marsh. Historickými památkami jsou přístavní pevnost z roku 1853 a park s domorodými petroglyfy. Každoročně v červenci se koná mořský festival se závodem člunů.
Podle města je pojmenován nepečený zákusek Nanaimo bar, který patří ke kanadským národním jídlům.

## Rodáci
- Diana Krall
- Jodelle Ferland
- Justin Chatwin